# Buizenwarmtewisselaar
De buizenwarmtewisselaar is in de industrie ook bekend onder zijn Engelse term Shell & Tube. In zijn meest eenvoudige vorm is het een buis in een andere buis, ofwel een buis met daaromheen een mantel. Meestal echter zijn er meerdere buizen in een grote mantel.
Het ene medium stroomt dan door de buis en het andere medium door de mantel. Als er een temperatuurverschil bestaat tussen de twee vloeistoffen, zal warmte van de warme vloeistof naar de koudere vloeistof worden overgedragen. Bij dit type warmtewisselaar kan het tegenstroomprincipe goed worden toegepast: bij voldoende lengte kan vrijwel alle warmte van het ene op het andere medium worden overgedragen, dat wil zeggen, de uitstroomtemperatuur van het ene medium is dan bijna gelijk aan de instroomtemperatuur van het andere medium.

## Toepassingen
- Opwarmen van vloeistoffen door water of stoom
- Koelen van vloeistoffen door koelwater
- Reboiler en condensor van een destillatiekolom
- Indampinstallaties